# 滕曇恭
滕曇恭（？—？），豫章南昌人，南北朝南齊、南梁人，因有孝行而聞名。
滕曇恭五歲時母親楊氏患上熱病，希望吃到寒瓜，但住處當地沒有出產；他訪問多處都找不到，感到悲傷到不得了，不久一名僧侶經過，問他為何傷心，滕曇恭如實相告，僧侶說：「我有兩個寒瓜，給一個你吧。」於是他行禮感謝，捧寒瓜回家給母親，全家都覺得驚異，但再找不到那名僧人。父母去世，他不喝水漿十多天，哀痛得嘔血暈倒又醒來；冬天不穿著棉絮，終身吃素。每當父母忌日，滕曇恭總會想念他們，日夜悲痛到極點；他家門外有二株冬生樹，突然有神光從樹上出現，見到佛像及侍像，他一家大小都立刻下拜，很久後神光才熄滅，遠近的人都知道這件事。太守王僧虔打算引薦滕曇恭擔任功曹，他推辭不就。其時王儉跟隨王僧虔在郡中，稱他為「滕曾子」。天監元年（502年），陸璉奉命巡行風俗，上表他的孝行。滕曇恭有三名兒子，他們都有德行。

## 引用
1. 1 2  《梁書·卷四十七·列傳第四十一》：滕曇恭，豫章南昌人也。年五歲，母楊氏患熱，思食寒瓜，土俗所不產。曇恭歷訪不能得，銜悲哀切。俄值一桑門問其故，曇恭具以告。桑門曰：「我有兩瓜，分一相遺。」曇恭拜謝，因捧瓜還，以薦其母。舉室驚異。尋訪桑門，莫知所在。
2. 1 2  《南史·卷七十四·列傳第六十四》：滕曇恭，豫章南昌人也。年五歲，母楊氏患熱。思食寒瓜，土俗所不產。曇恭歷訪不能得，銜悲哀切。俄遇一桑門問其故，曇恭具以告。桑門曰："我有兩瓜，分一相遺。"還以與母，舉室驚異，尋訪桑門，莫知所在。
3. ↑  《梁書·卷四十七·列傳第四十一》：及父母卒，曇恭水漿不入口者旬日，感慟嘔血，絕而復蘇。隆冬不著繭絮，蔬食終身。每至忌日，思慕不自堪，晝夜哀慟。其門外有冬生樹二株，時忽有神光自樹而起，俄見佛像及夾侍之儀，容光顯著，自門而入。曇恭家人大小，咸共禮拜，久之乃滅，遠近道俗咸傳之。太守王僧虔引曇恭爲功曹，固辭不就。王儉時隨僧虔在郡，號爲滕曾子。天監元年，陸璉奉使巡行風俗，表言其狀。曇恭有子三人，皆有行業。
4. ↑  《南史·卷七十四·列傳第六十四》：及父母卒，曇恭並水漿不入口者旬日，感慟嘔血，絕而復蘇。隆冬不著繭絮，蔬食終身。每至忌日，思慕不自堪，晝夜哀慟。其門外有冬生樹二株，時忽有神光自樹而起，俄見佛像及夾侍之儀，容光顯著，自門而入。曇恭家人大小，咸共禮拜，久之乃滅。遠近道俗咸傳之。太守王僧虔引曇恭為功曹，固辭不就。王儉時隨僧虔在郡，號為滕曾子。梁天監元年，陸璉奉使巡行風俗，表言其狀。曇恭有子三人，皆有行業。

## 延伸阅读
[在维基数据编辑]
 《梁書/卷47》，出自姚思廉《梁書》